# Kasteel Lakenbossen

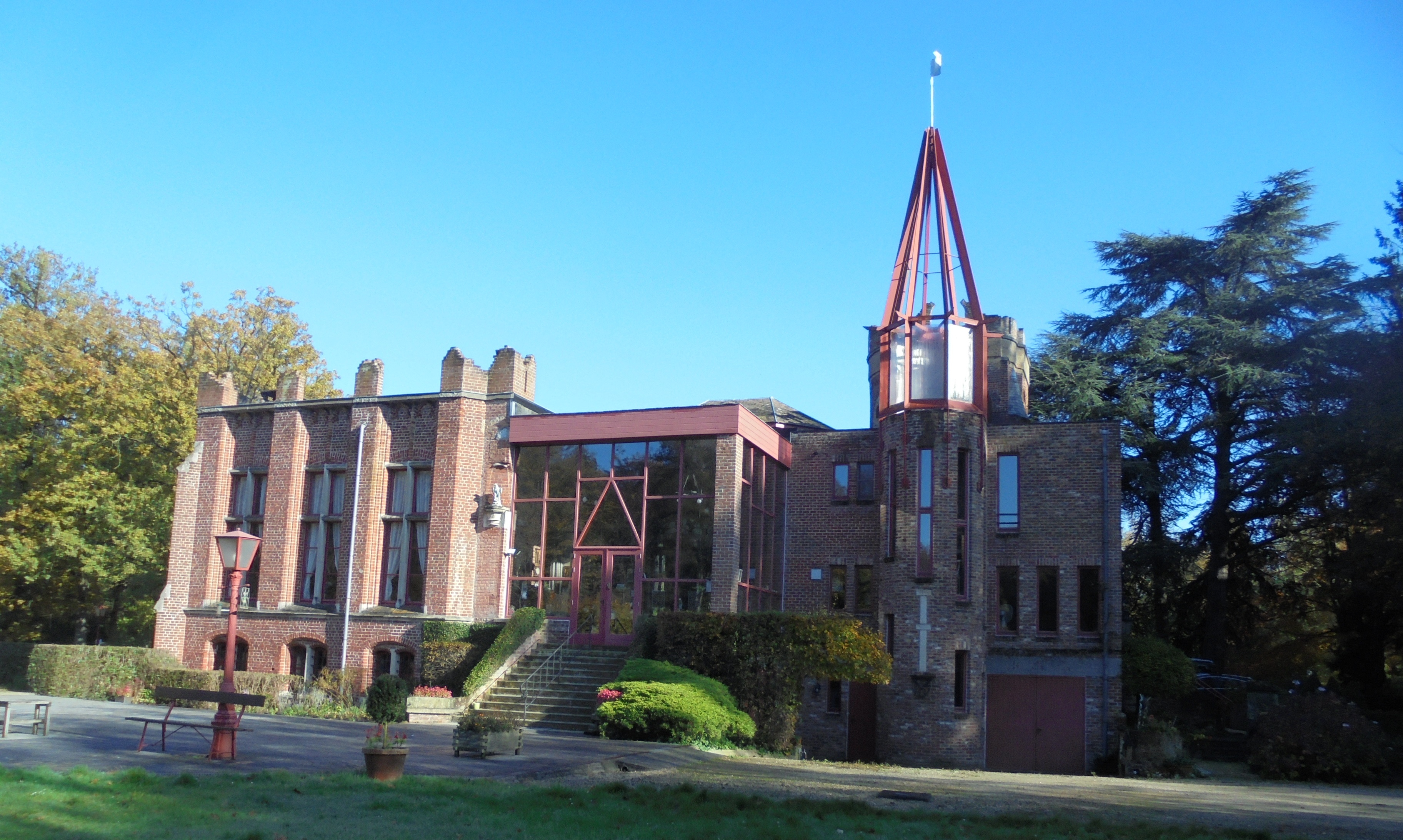
Kasteel Lakenbossen

Het Kasteel Lakenbossen (ook: Rood Kasteel) is een kasteel in de tot de West-Vlaamse gemeente Oostkamp behorende plaats Ruddervoorde, gelegen aan Lakebossendreef 4.

## Geschiedenis
In 1869 werd in opdracht van Eugène van Outryve d'Ydewalle en zijn vrouw Laurence de Serret'een kasteel gebouwd naar ontwerp van Jean Bethune. In 1876 kwam het kasteel gereed.
In 1901 overleed Eugène en kwam het kasteel aan zijn dochter Cécile en diens man, Henri d'Udekem d'Acoz. Deze werd in 1915 vermoord. In 1919 werd het kasteel verkocht aan Georges de Thibault de Boesinghe. In 1948 verkocht deze het aan landmeter Maurice Verstraete, welke het kasteel in 1950 grotendeels liet afbreken en de restanten verkocht aan landmeter Gaston Cools, welke het oostelijke deel van het domein verkavelde. In 1952 kwam het kasteelrestant aan de familie Dejonckheere, textielfabrikanten. In de voormalige paardenstallen produceerde hij donsdekens onder merknaam Lakebos. Begin jaren '80 van de 20e eeuw werd het door een zoon van Dejonckheere geërfd. Deze liet het in 1984 in eigentijdse vorm herbouwen met behoud van een aantal neogotische interieurelementen.

## Park
Het park werd oorspronkelijk in landschapsstijl aangelegd. Een deel werd gewijzigd omstreeks 1980. Er zijn een aantal waterpartijen en er is een ijskelder onder een heuvel.